# Патака Макао
Пата́ка (кит. трад. 澳門元, упр. 澳门元, пиньинь Àomén Yuán, палл. Аомынь юань, порт. pataca de Macau) — денежная единица специального административного района Макао Китайской Народной Республики. Буквенный код в стандарте ISO 4217 — MOP, цифровой — 446, Официальный символ — MOP$. Курс патаки фиксированный с гонконгским долларом 1,03 MOP$ = 1 HK$, без ограничений.
Кредитно-денежную политику района осуществляет Управление денежного обращения Макао. Одна патака состоит из 100 аво (порт. avo). Сумма в 10 аво на китайском носит неофициальное название «хо» (кит. упр. 毫, пиньинь hao).

## Этимология
Слово «патака» произошло от названия ранее распространённой в Азии серебряной монеты — мексиканского песо (восемь реалов), известной в португальском языке под именем pataca mexicana.
Китайское название 澳門元 (аомэнь-юань) означает просто «аомыньская денежная единица».

## История

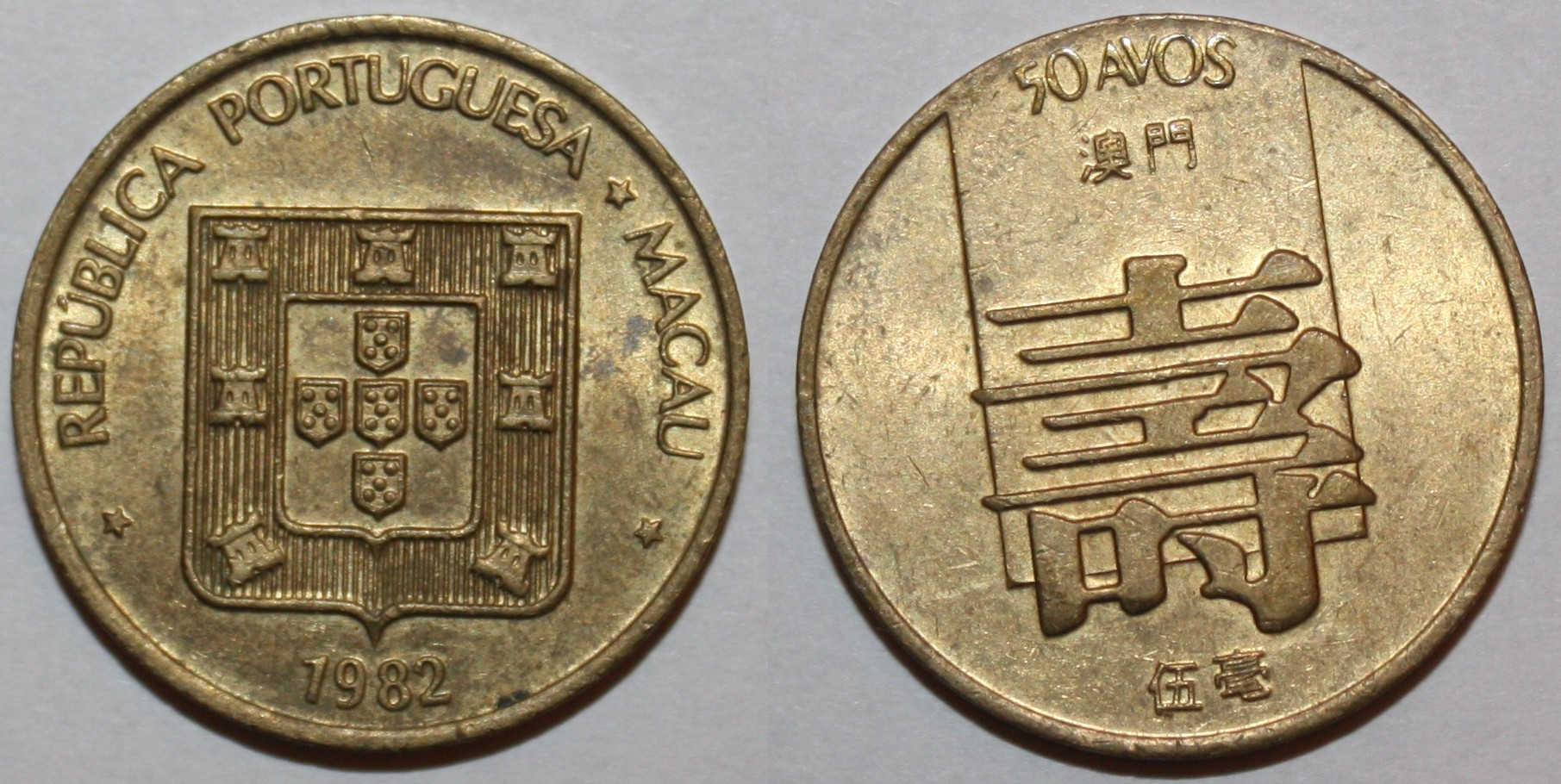
50 аво, 1982
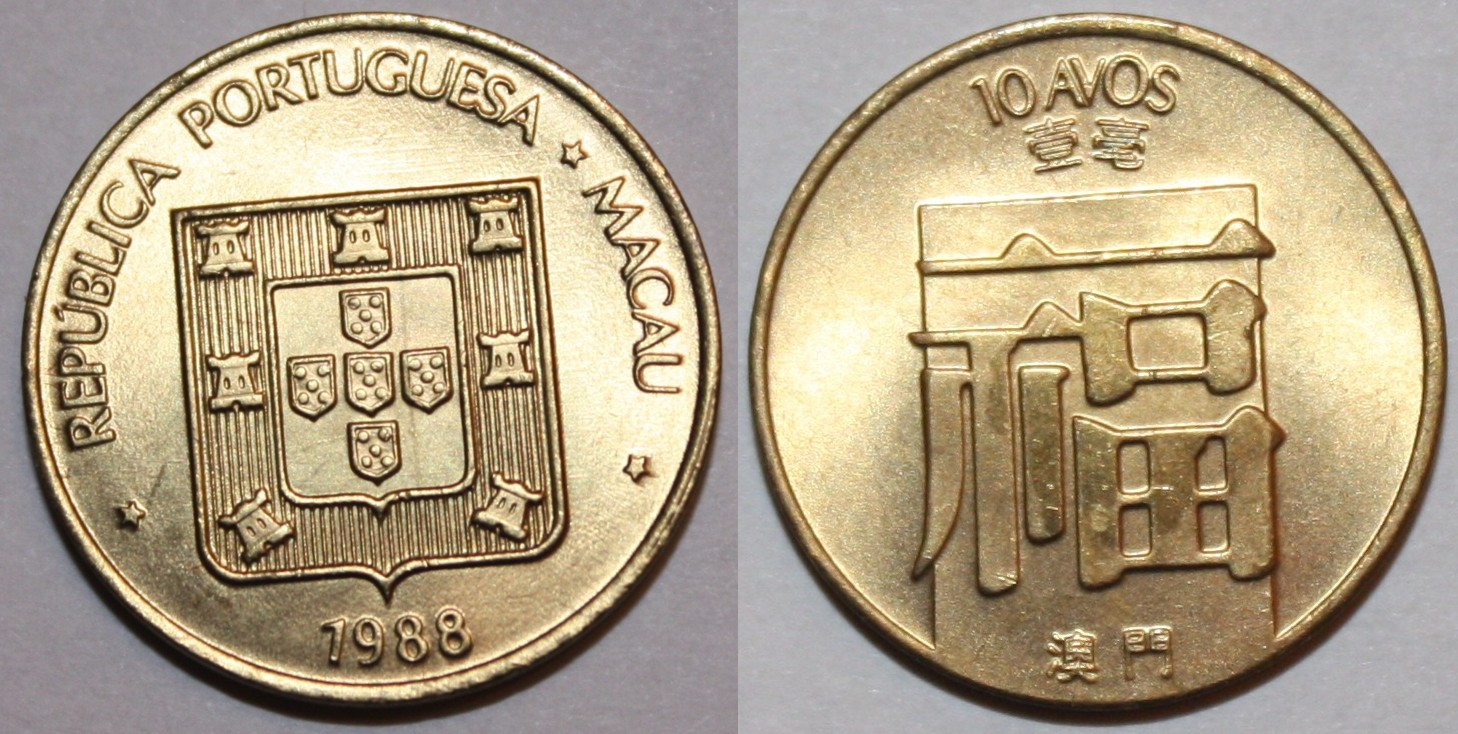
10 аво, 1988
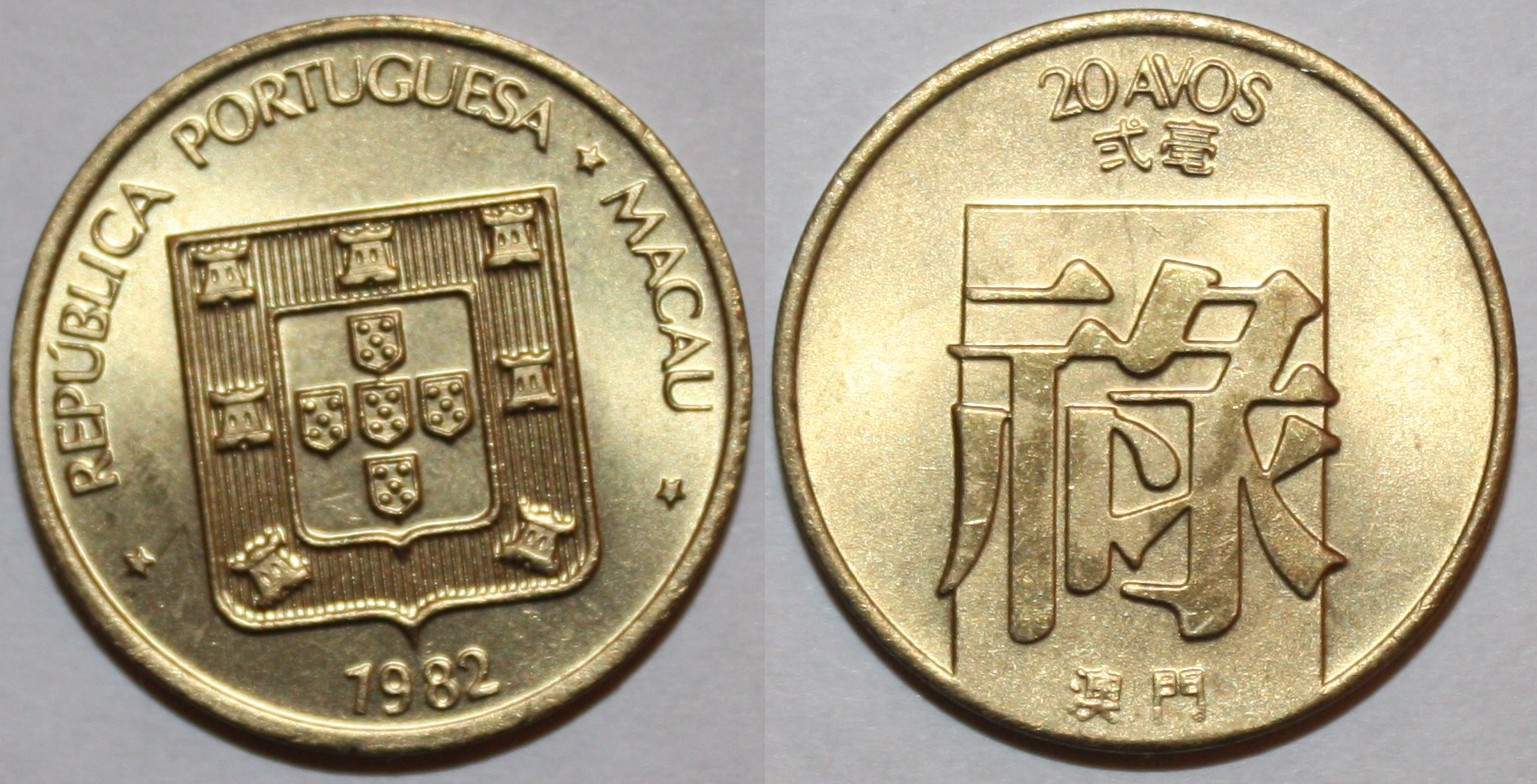
20 аво, 1982

Патака введена в 1894 году по соотношению 1 патака = 450 португальских реалов.
В 1902 году в Макао открыто агентство португальского Национального заморского банка. В 1905 году банк получил исключительное право на выпуск банкнот в патаках. Выпуск банкнот в обращение начат 27 января 1906 года.
В 1920—1940 годах различные банки Макао выпускали чеки на предъявителя с указанием номинала в долларах (реже — в юанях или патаках). В период японской оккупации эмиссия агентства Национального заморского банка продолжалась под контролем оккупационных властей. В 1945 году, когда агентство вновь перешло под контроль Португалии, были выпущены банкноты нового образца. В 1980 году был создан Эмиссионный институт Макао, которому было передано право эмиссии. Национальный заморский банк продолжил выпуск банкнот в качестве агента Эмиссионного института. По китайско-португальскому соглашению в октябре 1995 года Банк Китая стал вторым банком, имеющим право эмиссии патаки (50 % эмиссии).
После передачи Макао Китаю было создано Управление денежного обращения Макао (подразделение администрации района).
На данный момент в обращении находятся монеты в 10, 20, 50 аво, 1, 2, 5 и 10 патак и банкноты в 10, 20, 50, 100, 500 и 1000 патак. Монеты выпускаются правительством Макао, банкноты — Национальным заморским банком и Банком Китая.

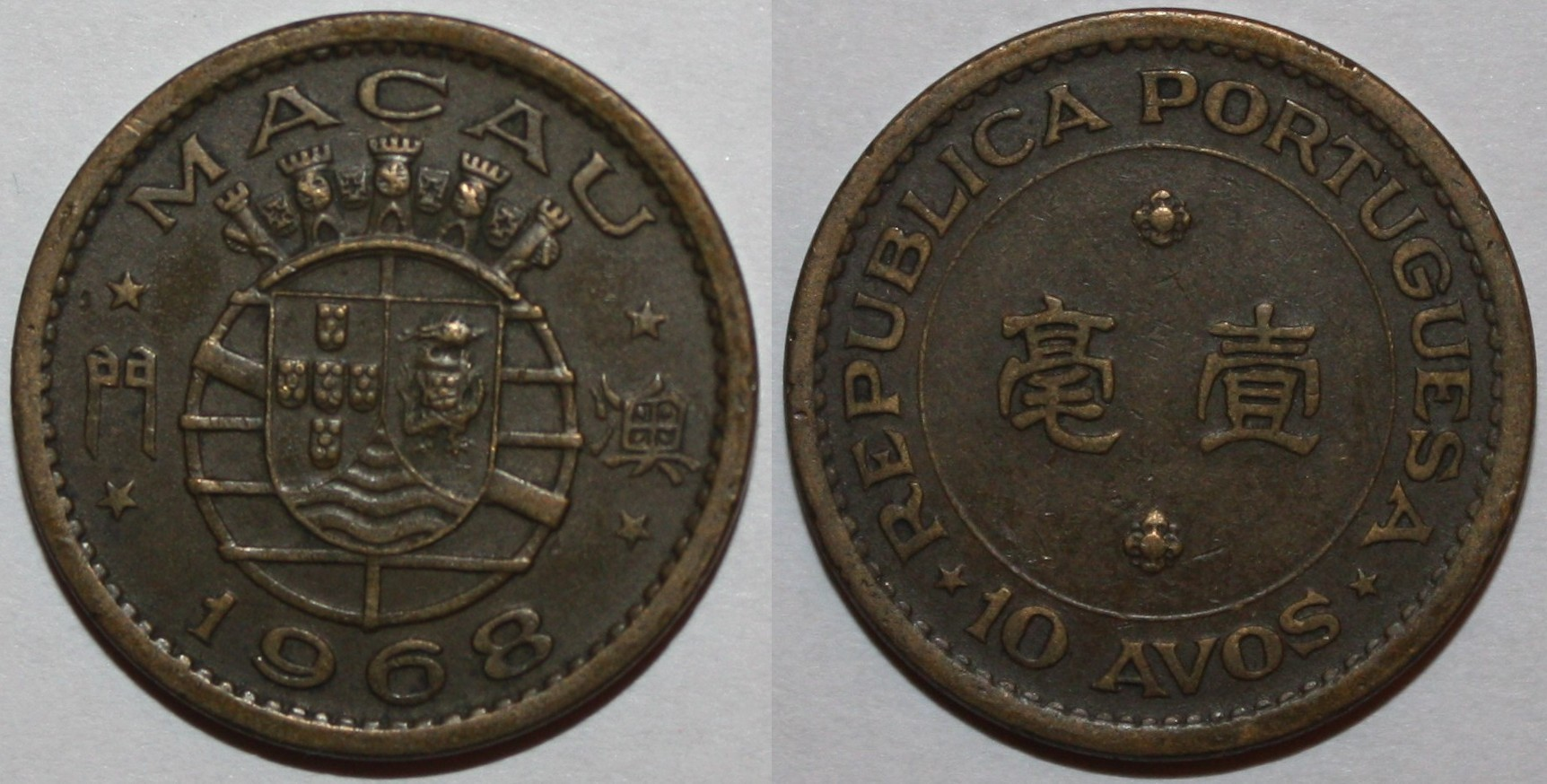
10 аво, 1968
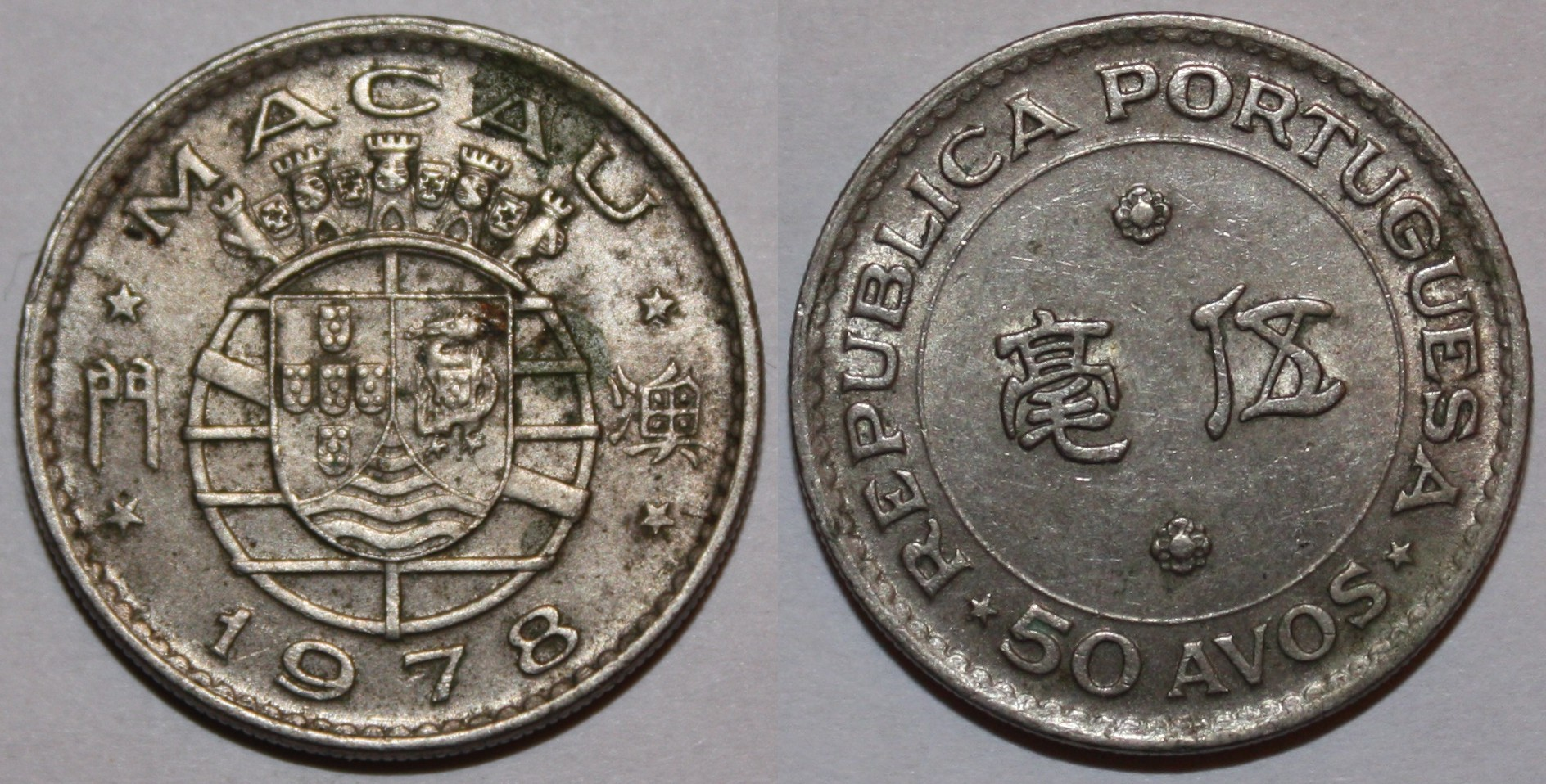
50 аво, 1978
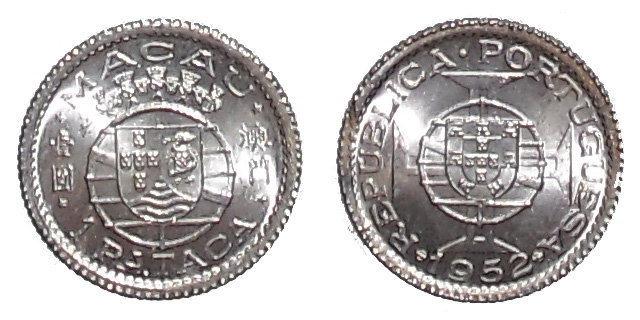
1 патака, 1952
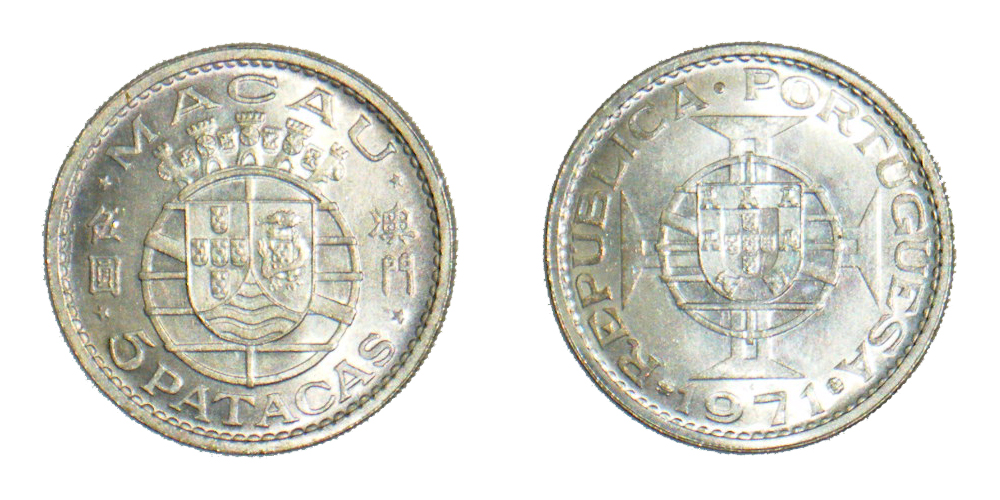
5 патак, 1971

- 50 аво, 1982

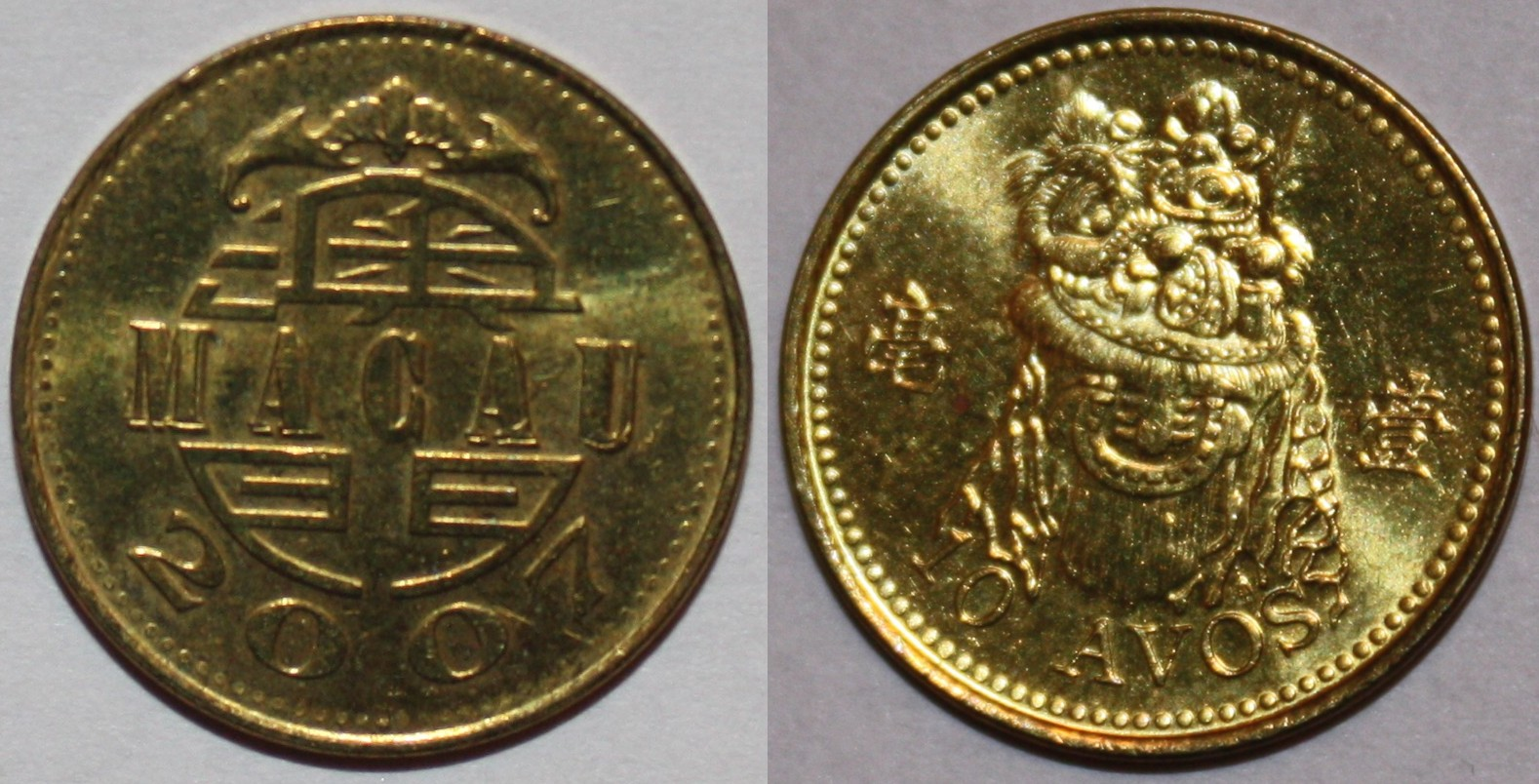
10 аво, 1988
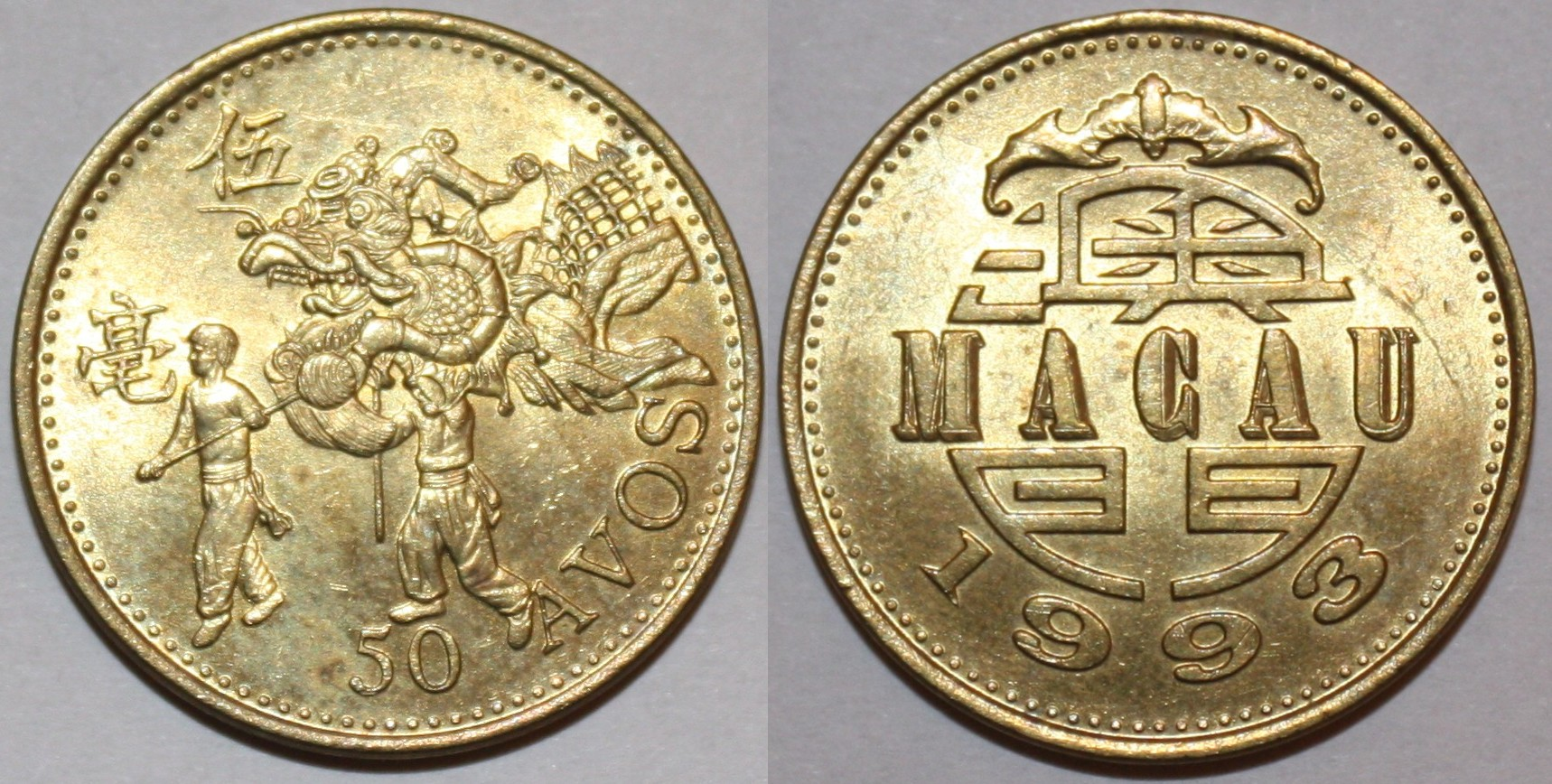
50 аво, 1993
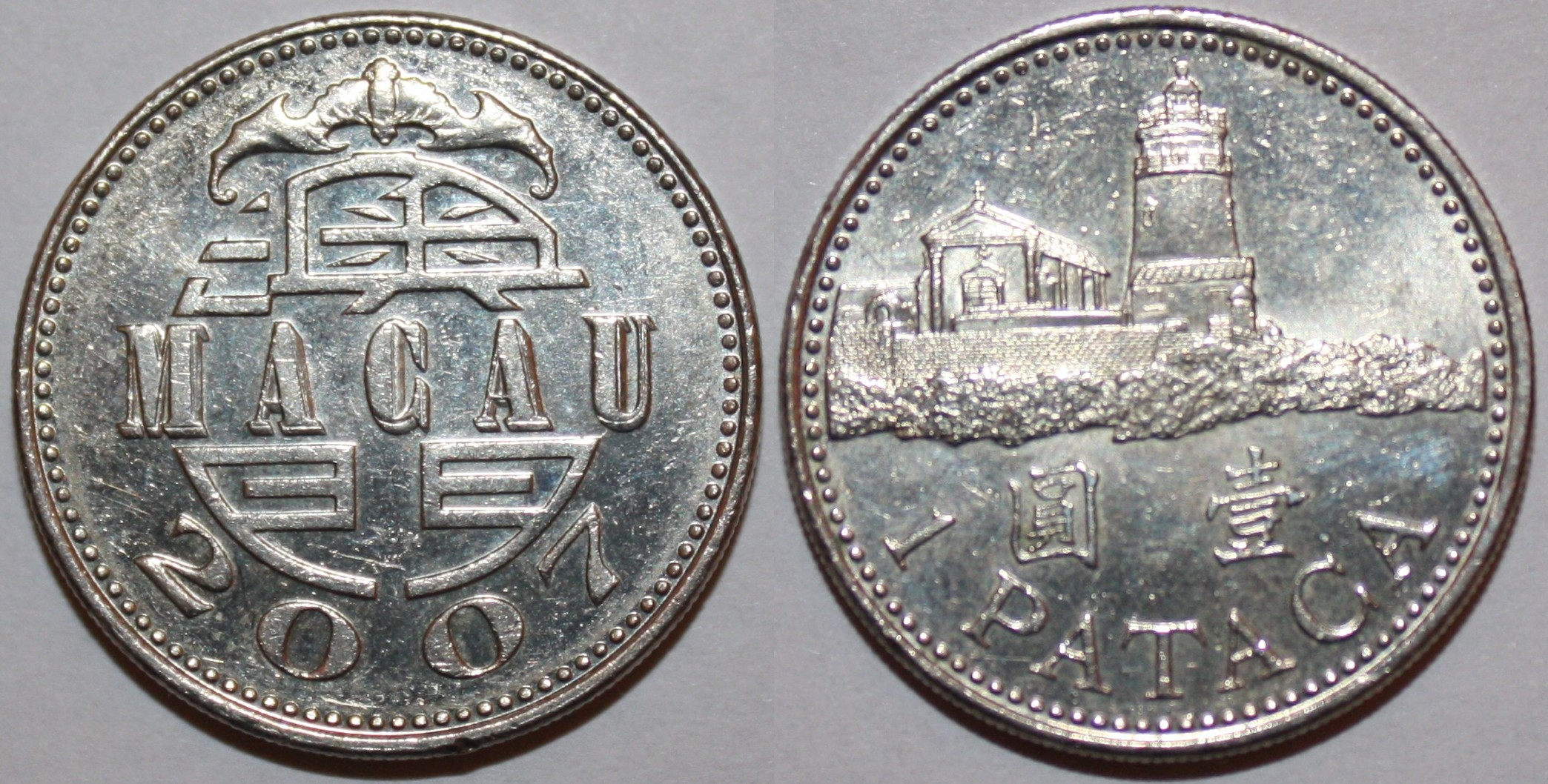
1 патака, 2007
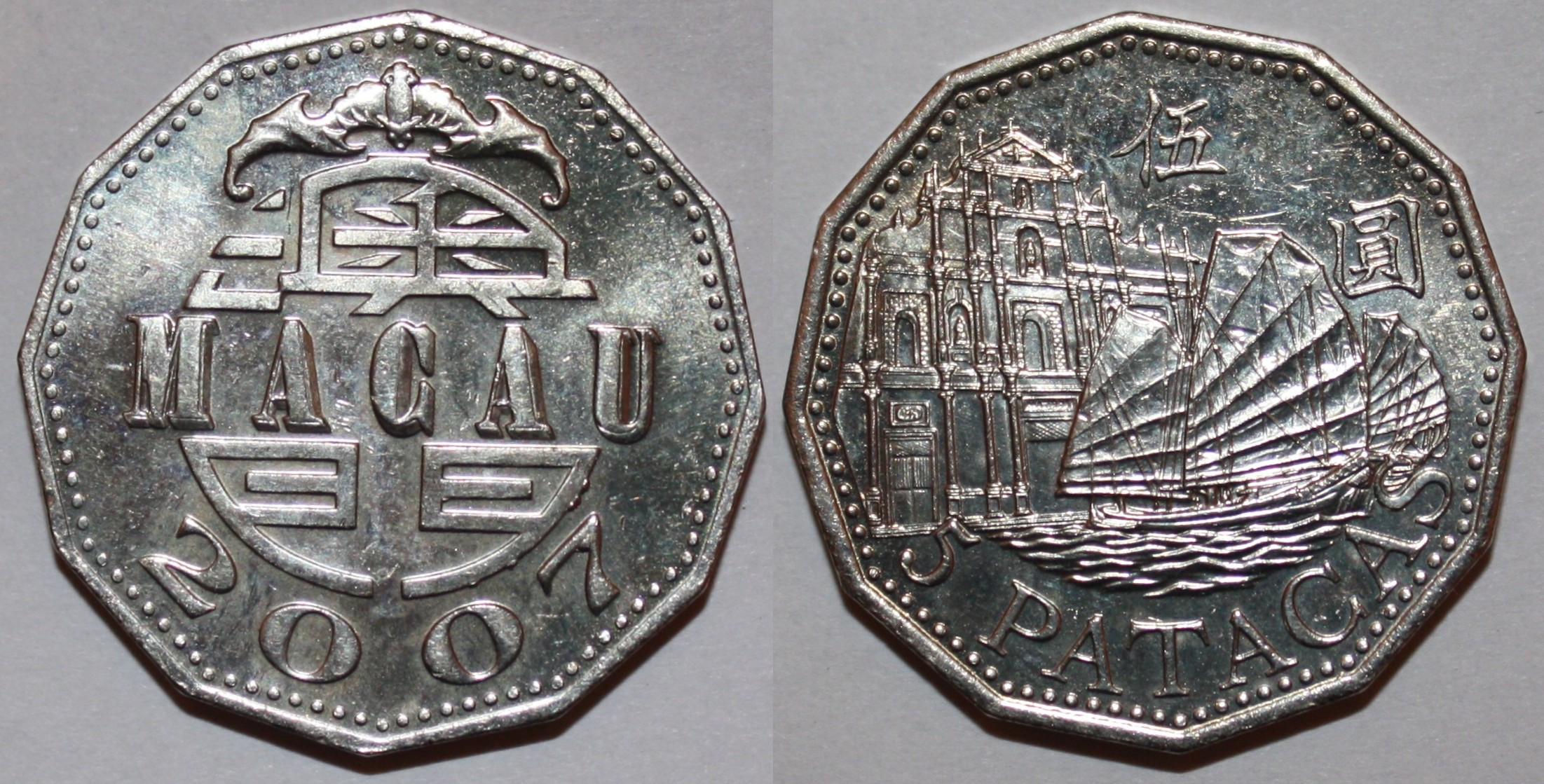
5 патак, 2007

- 20 аво, 1982

- 10 аво, 2007
- 50 аво, 1993
- 1 патака, 2007
- 5 патак, 2007

## Режим валютного курса
Курс патаки привязан к гонконгскому доллару (в соотношении 1 HKD = 1,03 MOP), который, в свою очередь, сам привязан к доллару США (в соотношении в пределах 7,75 — 7,85 HKD за 1 USD), следовательно, курс патаки привязан к доллару США в соотношении 7,98 — 8,09 MOP за 1 USD.